# 賴炳芳
賴炳芳（1932年—2009年），臺灣彰化縣大村鄉果農，引進巨峰葡萄並改良植種方式，帶動家鄉經濟，被譽為「臺灣巨峰葡萄之父」。

## 生平
大村鄉過溝村的賴炳芳早年受日本教育，精通日文。過溝村、大庄村早年是生產藺草蓆，生活困苦，彰化民謠有「日織蓆，瞑撚綆，燒草頭，假粗糠...莫嫁過溝與大庄」，指勸家長不要把女兒嫁去此地。
1964年，對日本農業熟悉的賴炳芳以每株新台幣一千兩百元的價格，自日本引進六株巨峰葡萄種在過溝村的自家門前，當時一般公務人員月薪約五、六百元。當時他只試種一分地，約兩百棵，隔年即可收成，當他挑起價格可抵上五擔稻穀的一擔葡萄那一剎那，感言是「那種感覺就像葡萄般的甘甜」。大村鄉最先跟進的是賴慶陽、賴錦沈、賴清富、張傳宗這四人，他們在1965年率先剷除經營多年的椪柑園，一起改種、推廣巨峰葡萄，曾被形容是大村鄉的「四大金剛」。
巨峰葡萄在日本是一年一熟，但在臺灣鄉靠著催芽劑催芽，以及枝葉修剪方式，一年可分夏、冬兩季收成。台中區農改場的專家還得向賴炳芳請教栽培經驗、索取品種帶回栽種研究，所以賴炳芳被推崇是「台灣巨峰葡萄之父」。名氣雖響，但賴炳錫未自抬身價，依然與他人賣葡萄價相同。埔心鄉、溪湖鎮等地果農也會來過溝村取種，因此彰化的巨峰葡萄苗多半是從賴炳芳的果園所繁衍出去。賴慶陽回憶，那時葡萄園雇工是按日計酬，一天廿五元，工人常說不要工資，要帶一串葡萄回家。
因大村鄉是臺灣早引進巨峰葡萄的地方，故有「巨峰葡萄故鄉」之稱，當地果農將生產的葡萄特別稱之「大峰葡萄」。至1983年報導時，大村鄉一分農地可採收四千台斤巨峰葡萄，售價為每台斤十五元，當時光依葡萄年收入就高達兩億元。大村鄉擺塘村的信仰中心擺塘慈祥寺，之所以暱稱為「葡萄廟」，就是來自依葡萄致富的村民。
賴炳芳晚年時，將經營四十多年的葡萄園和兩株僅存的巨峰葡萄原始母株，賣給二林鎮人洪南樞。2008年6月27日，縣長卓伯源等人會同農改場植物專家白桂芳博士到場，看望即將老死的臺灣巨峰葡萄原始母株。縣長也登門拜訪了賴炳芳，聽他口述葡萄老樹的故事。
2009年，賴炳芳去世，享壽七十八歲，被報紙寫「抑鬱以終」。該年他家鄉的巨峰葡萄大豐收，外銷馬來西亞、新加坡等地，大村鄉農會暴增三億多元存款。